# Zamek w Poběžovicach
Zamek w Poběžovicach (niem. Ronsperg, Ronsperg) – zamek zlokalizowany w centrum czeskiego miasta Poběžovice (kraj pilzneński). 

## Historia

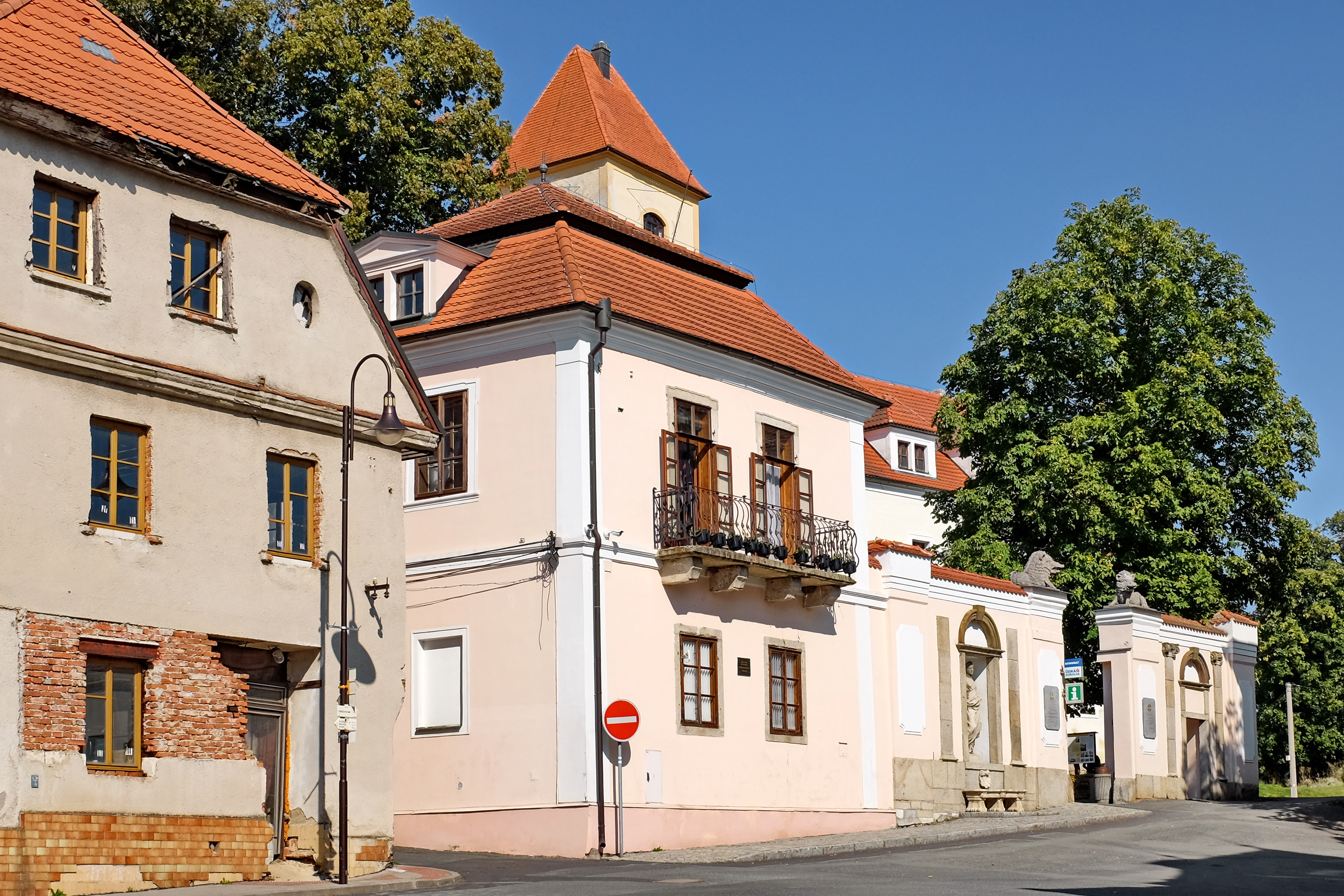
Brama główna

Pierwsza wzmianka o zamku pochodzi z pierwszej połowy XV wieku, ale jest prawdopodobne, że obiekt stał tu już wcześniej (według niektórych źródeł w miejscu dzisiejszej plebanii, a według innych w obecnym miejscu i został przebudowany na zamek przez Dobrohosta z Ronšperka, który został właścicielem majątku w 1459 i posiadał go aż do swojej śmierci w 1506).
Za czasów Piotra ze Švamberka (w 1620), przed bitwą na Białej Górze, zamek i miasto zostały zaatakowane przez wojska cesarskie i spustoszone. W 1662 zamek wszedł w posiadanie namiestnika pilzneńskiego Matyáša Bohumíra z Venušvic, który w latach 1682–1695 przekształcił zamek na barokowy pałac. Budynek ujednolicono i wybudowano dziedziniec z arkadami oraz balkonami. Dalsze przebudowy miały miejsce w XVIII wieku. W czasie I wojny śląskiej zamek pełnił funkcję infirmerii. Na zamku, jako nauczyciel muzyki, pracował Bedřich Smetana.
Do 1945 właścicielami zamku byli Coudenhove. W czasie ich zarządu zbudowano neorenesansową bramę łączącą zamek z fortem i podwyższono wieżę zamkową. Baron Heinrich Coudenhove-Kalergi (1859–1906), który podróżował do wielu krajów jako ambasador, poślubił japonkę, Mitsuko Aoyama (córkę kupca). Mieszkali oni na zamku i mieli siedmioro dzieci. Jeden z ich synów, Richard Nicolas Coudenhove-Kalergi, przeszedł do historii jako twórca idei zjednoczonej Europy.
Po II wojnie światowej zamek przeszedł na własność państwa i przez krótki czas funkcjonował tu garnizon Straży Granicznej. Po jego odejściu obiekt popadł w ruinę. W latach 80. XX wieku był przeznaczony do rozbiórki, do czego nie doszło. Po 1989 budowlę częściowo wyremontowano.

## Turystyka
Do zamku prowadzi niebieski szlak pieszy z Valtířova do Mířkova.

## Galeria

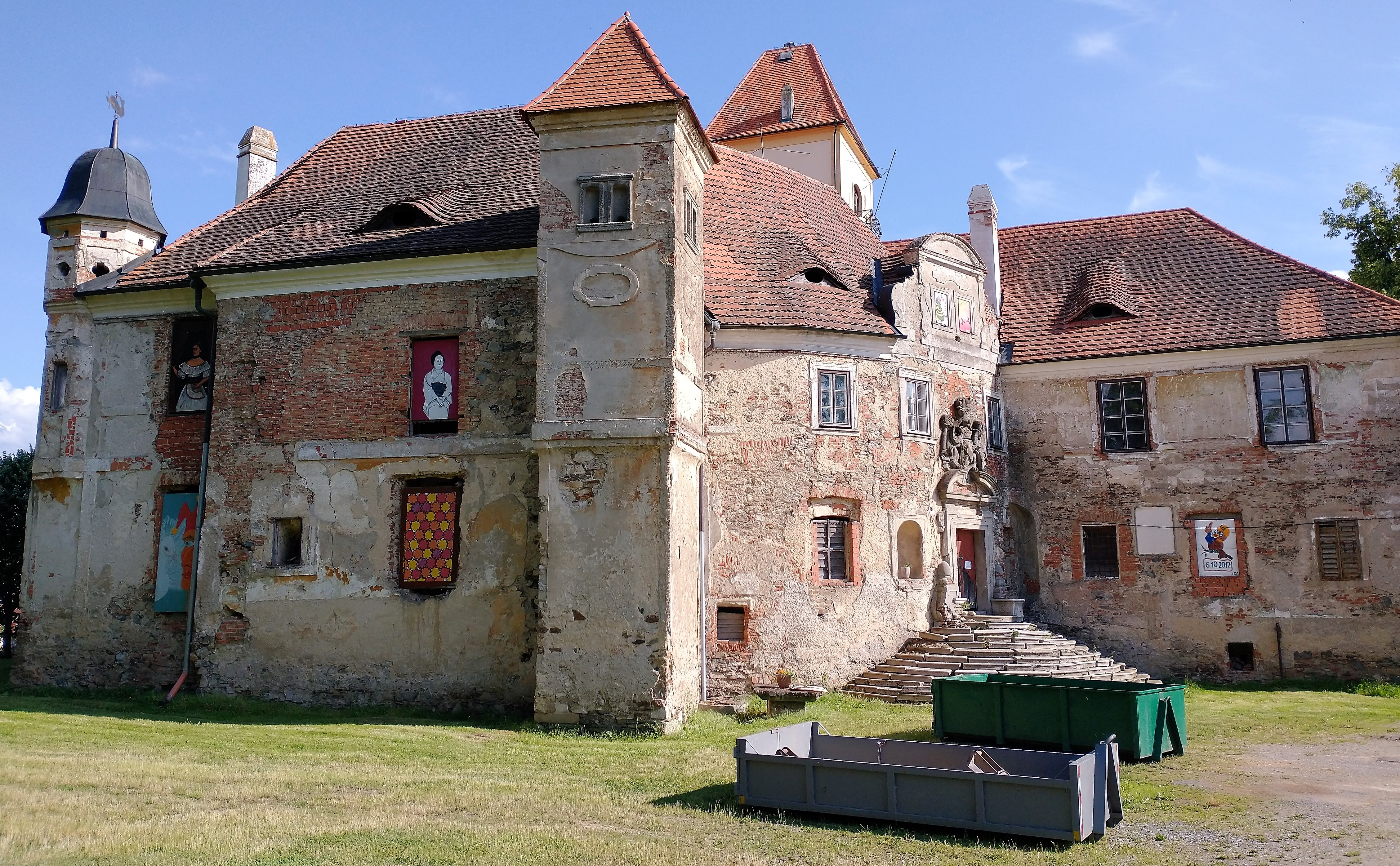
Główna elewacja
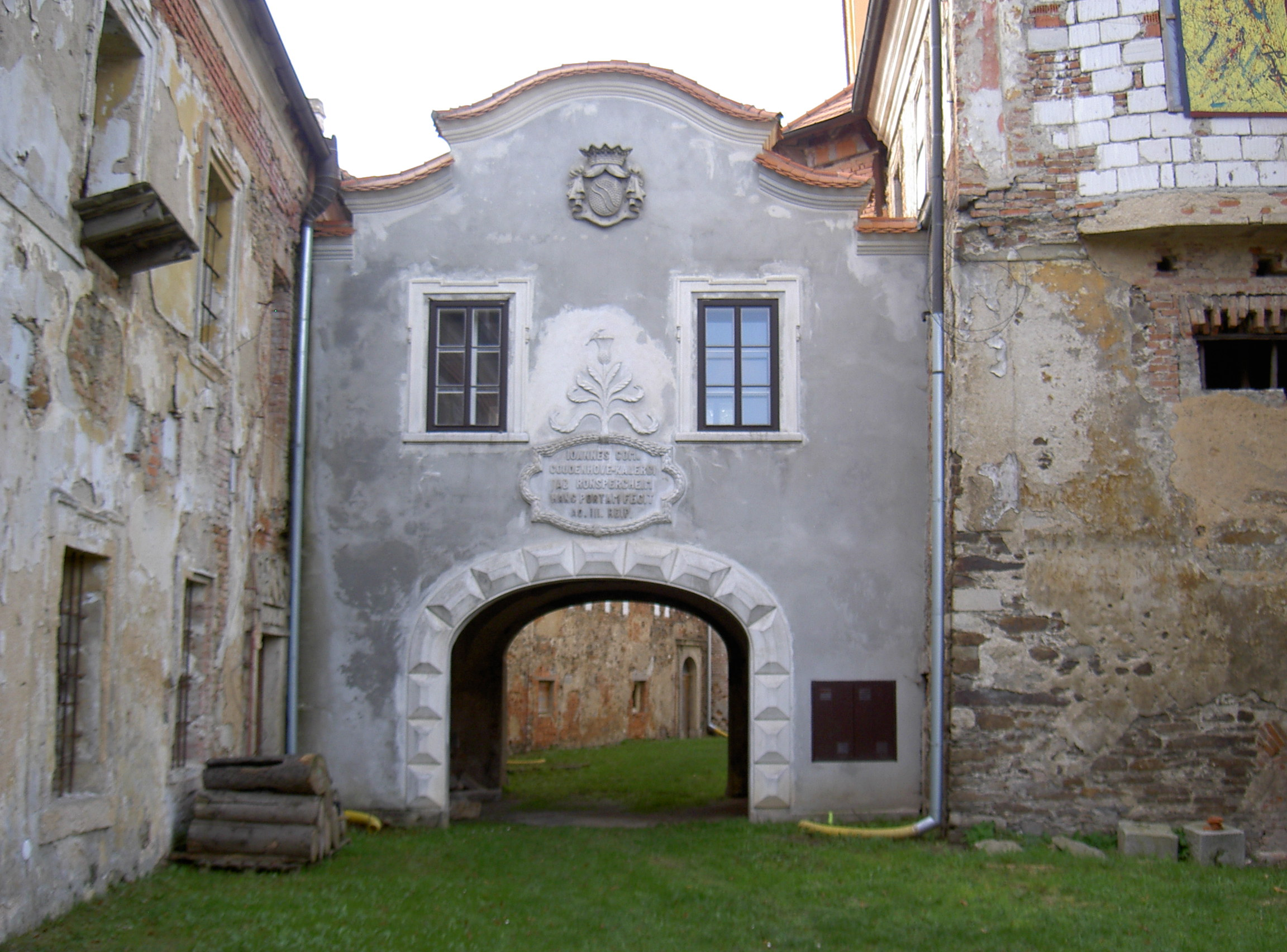
Brama i galeria
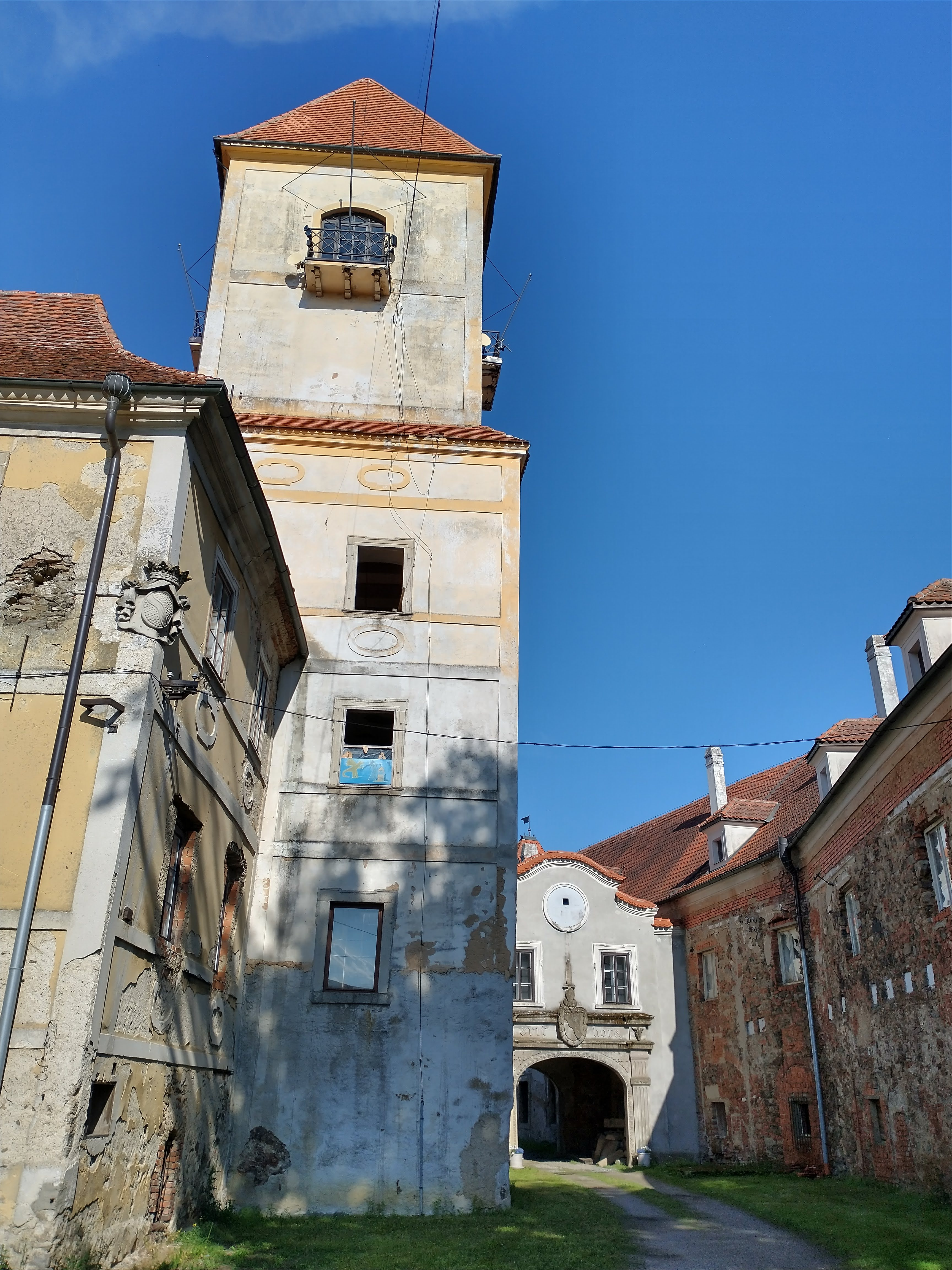
Wieża z bramą